# Kevin McDonald (skådespelare)
Kevin Hamilton McDonald, född 16 maj 1961 i Montréal, Québec, är en kanadensisk skådespelare och komiker. Han är bland annat känd för att ha spelat Pastor Dave i TV-serien That '70s Show och för att ha gjort rösten till Pleakley i filmerna och TV-serien om Lilo & Stitch och Våfflan i den tecknade TV-serien Katter med klös.